# Râul Ruginoasa, Mireș
Râul Ruginoasa este un curs de apă afluent al râului Mireș. 